# Dani Mori
Damián Fernando Mori Cuesta (Cangas de Onís, Asturias, 19 de agosto de 1976), conocido como Dani Mori, es un entrenador español. Actualmente está entrenando al San Fernando C. D. I. de la Segunda Federación. Es hermano del exfutbolista Pirri Mori.

## Trayectoria
Dani Mori es hermano del que fuese jugador de Real Oviedo, Atlético de Madrid, S. D. Compostela y C. Pvo. Mérida, Pirri Mori.
Comenzó entrenando en 2004 en el fútbol amateur tomando las riendas del Atlético de Ciudadela, conjunto al que dirige durante tres campañas. Su buen hacer en el equipo balear despierta el interés de otro conjunto isleño, la Peña Deportiva Santa Eulalia, con quien logra su primer ascenso a 2ªB en 2008. Posteriormente se incorpora a las categorías inferiores del RCD Mallorca para ejercer el cargo de coordinador de fútbol base. Dani Mori entrenaría en las categorías del fútbol base como el Real Madrid, Real Sporting o Real Mallorca. 
En 2010 se reincorpora al fútbol de Tercera División de España para dirigir al C.D. Ferrerías, y el año siguiente abre un periplo de cuatro temporadas en la Peña Ciudadela. De nuevo, sus méritos en el banquillo vuelven a despertar el interés de un viejo conocido, la Peña Deportiva Santa Eulalia, que en la 2015/16 vuelve a lograr el ascenso a 2ªB de la mano del entrenador. 
El técnico asturiano renueva en 2017 y dirige al conjunto balear en la categoría de bronce, perdiendo la categoría en las últimas jornadas.
El 12 de febrero de 2019 se anunció su fichaje por la R. S. Gimnástica de Torrelavega de Segunda División B para sustituir a Pablo Lago, hasta junio de 2019. La experiencia en Cantabria era la única fuera del fútbol balear salvo en sus inicios como entrenador de categorías inferiores en el Real Sporting o el Real Madrid. Dani llegó al club cántabro con el objetivo de lograr la permanencia y tras no lograrlo, ambas partes decidieron separar sus caminos. 
En junio de 2019, el técnico cangués se compromete con la Unión Popular de Langreo para seguir entrenando en Segunda División B de España.
En junio de 2020, firma con la Asociación Deportiva Mérida de la Segunda División B de España. El 17 de marzo de 2021, es destituido como entrenador de la Asociación Deportiva Mérida.
En la temporada 2021-22, firma como entrenador del Unionistas de Salamanca Club de Fútbol de la Primera División RFEF. El 12 de marzo es destituido como entrenador del conjunto salmantino, cuando su equipo sumaba 40 puntos en 27 jornadas de competición.
El 12 de julio de 2022, el Real Sporting hace oficial su contratación para ejercer como primer técnico de su filial, el Real Sporting de Gijón "B", que milita en la Tercera Federación.
El 19 de noviembre de 2024, firma por el San Fernando C. D. I. de la Segunda Federación.

## Clubes
| Club                           | País   | Temporada       |
| ------------------------------ | ------ | --------------- |
| Atlético Ciudadela             | España | 2004-2007       |
| Peña Deportiva Santa Eulalia   | España | 2007-2008       |
| C.D. Ferrerías                 | España | 2009-2010       |
| Peña Ciudadela Deportiva       | España | 2010-2013       |
| Peña Deportiva Santa Eulalia   | España | 2015-2018       |
| R. S. Gimnática de Torrelavega | España | 2019            |
| U. P. Langreo                  | España | 2019-2020       |
| A. D. Mérida                   | España | 2020-2021       |
| Unionistas de Salamanca C. F.  | España | 2021-2022       |
| Real Sporting de Gijón "B"     | España | 2022-2023       |
| San Fernando C. D. I.          | España | 2024-actualidad |